# ベンジャミン・ウェイド
ベンジャミン・ウェイド（英: Benjamin Wade、1800年10月27日 - 1878年3月2日）は、アメリカ合衆国オハイオ州出身の政治家、弁護士である。南北戦争中とその後のレコンストラクション（南部再建）時代で、急進派共和党を率いたことで知られている。「ブラフ」（bluff：はったり、がさつ）と渾名された。
1868年にはアンドリュー・ジョンソン大統領の弾劾のために動いたが上院で否決された。当時の法律に従えば、この弾劾が成立しジョンソンが失職した場合の大統領権限代行予定者はウェイドであった。

## 初期の経歴
ウェイドは1800年10月27日にマサチューセッツ州フェーディングヒルズで生まれた。父はジェイムズ・ウェイド、母はメアリー・ウェイドだった。最初の職はエリー運河の労働者だった。一時期学校の教師をした後、オハイオ州でエリシャ・ウィットルジーに付いて法律を勉強した。1828年に法廷弁護士として認められ、オハイオ州ジェファーソンで法律実務を始めた。
1831年、著名な反奴隷制度運動家であるジョシュア・ギディングスと共同経営を始めた。1836年までにアシュタビューラ郡の検察官となり、ホイッグ党員としてオハイオ州上院議員に選出され、1837年から1842年まで2期を務めた。ルーファス・P・ラニーと新しく法律事務所を作り、1847年には第3地区裁判所の首席判事に選出された。1847年から1851年、現在のサミット郡で一般訴訟裁判所判事を務めた。
ホイッグ党の勢力が衰退すると、共和党に加わり、1851年にはオハイオ州からアメリカ合衆国上院議員に選出された。その時期にタデウス・スティーブンスやチャールズ・サムナーなど後の急進派共和党員と交わった。論議の多かった逃亡奴隷法やカンザス・ネブラスカ法に反対して戦った。当時は最も急進的な政治家の一人であり、女性参政権、労働組合を結成する権利、およびアフリカ系アメリカ人の平等権を支持していた。19世紀に推進された資本主義の特定面では批判者でもあった。

## 南北戦争

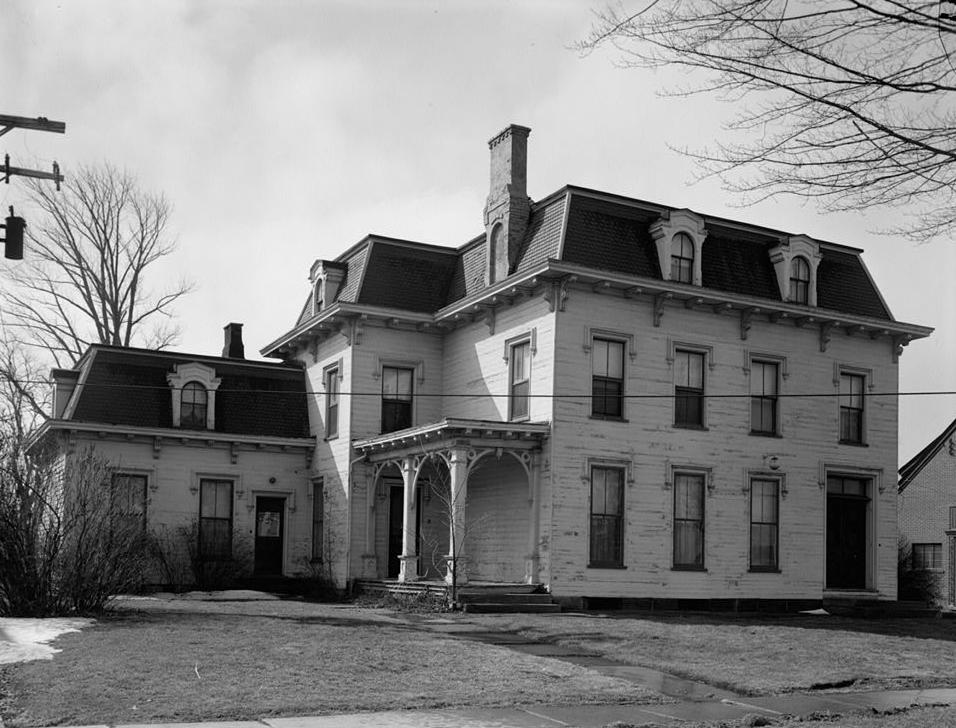
ウェイドの家、オハイオ州 ジェファーソン

1861年3月、ウェイドは上院領土委員会の委員長となり、同年7月には他の政治家達と共に第一次ブルランの戦いで、北軍が敗北する様を目撃した。このときはもう少しで南軍に捕まえられるところだった。ワシントンD.C.に戻ると、北軍指揮官層の無能さを攻撃する議員の一人となった。1861年から1862年は重要な戦争遂行合同委員会の委員長となり、1862年には上院領土委員会の委員長として、連邦政府の準州領土における奴隷制度廃止を主張した。
南北戦争の間、ウェイドはエイブラハム・リンカーン大統領を強く批判する者だった。1861年9月の私信では、リンカーンの奴隷制度に関する見解が「下層白人に生まれ、奴隷州で教育された者が抱くものに過ぎない」と記していた。北軍にアフリカ系アメリカ人を兵士として徴募する動きに対してリンカーンの動きが鈍かったときには特に怒り、奴隷制度を廃止する法案を積極的に支持し、1862年のホームステッド法やモリル土地払い下げ法の成立には直接関わった。
ウェイドはリンカーンのレコンストラクション（南部再建）計画にも批判的だった。1863年12月、ヘンリー・ウィンター・デイビスと共に、南部を征服したときにどのように南部州を運営するかという法案を提案した。このウェイド・デイビス法案では、白人男性の50％が鉄壁の忠誠の誓いを行うこと、黒人男性の参政権、および軍政府長官を置いてアメリカ合衆国上院でその指名を確認することを規定していた。1864年5月4日、下院の票決では賛成73票、反対59票で成立し、7月2日に行われた上院での採決では、下院と同様な比率である賛成18票、反対14票で可決され、リンカーンの前に提出された。伝統に従い、ザカライア・チャンドラーがリンカーンに「法案に署名する考えであるか否か」を問うと、リンカーンは「彼（リンカーン）の前に置かれたが、あまりに時間が無くてそれに署名できない」と答えた。7月4日、リンカーンは「握り潰し拒否権」を用いて廃案とした。リンカーンは後に、それがレコンストラクション政策に盛り込まれるのを望まなかったと語った。このことでウェイドはデイビスと共に、ウェイド・デイビス・マニフェストを書いて署名し、大統領は新しい州政府の設立によって再選を求めていると非難した。
1866年7月28日、第39期アメリカ合衆国議会でアメリカ合衆国軍の平時体制を調節する法が成立した。ウェイドは騎兵連隊のうち2つがアフリカ系アメリカ人で構成されるべきと提案した。強い反対もあったが、議会は6個連隊で構成されるアメリカ陸軍正規部隊に、最初の黒人部隊を設立する法を通した。アメリカ陸軍は第9および第10騎兵隊、並びに第38、第39、第40、第41歩兵連隊だった。これらの部隊は黒人の徴募された白人の士官で構成されたが、西部のフロンティアで任務に就く部隊として初めてのものではなかった。1865年後半から1866年初期に、第57および第125アメリカ有色人歩兵連隊の中隊が、ニューメキシコ準州で、地域の開拓者を保護し、さらに西部に向かう者達を護衛する任務を与えられていた。

## ジョンソン大統領の弾劾

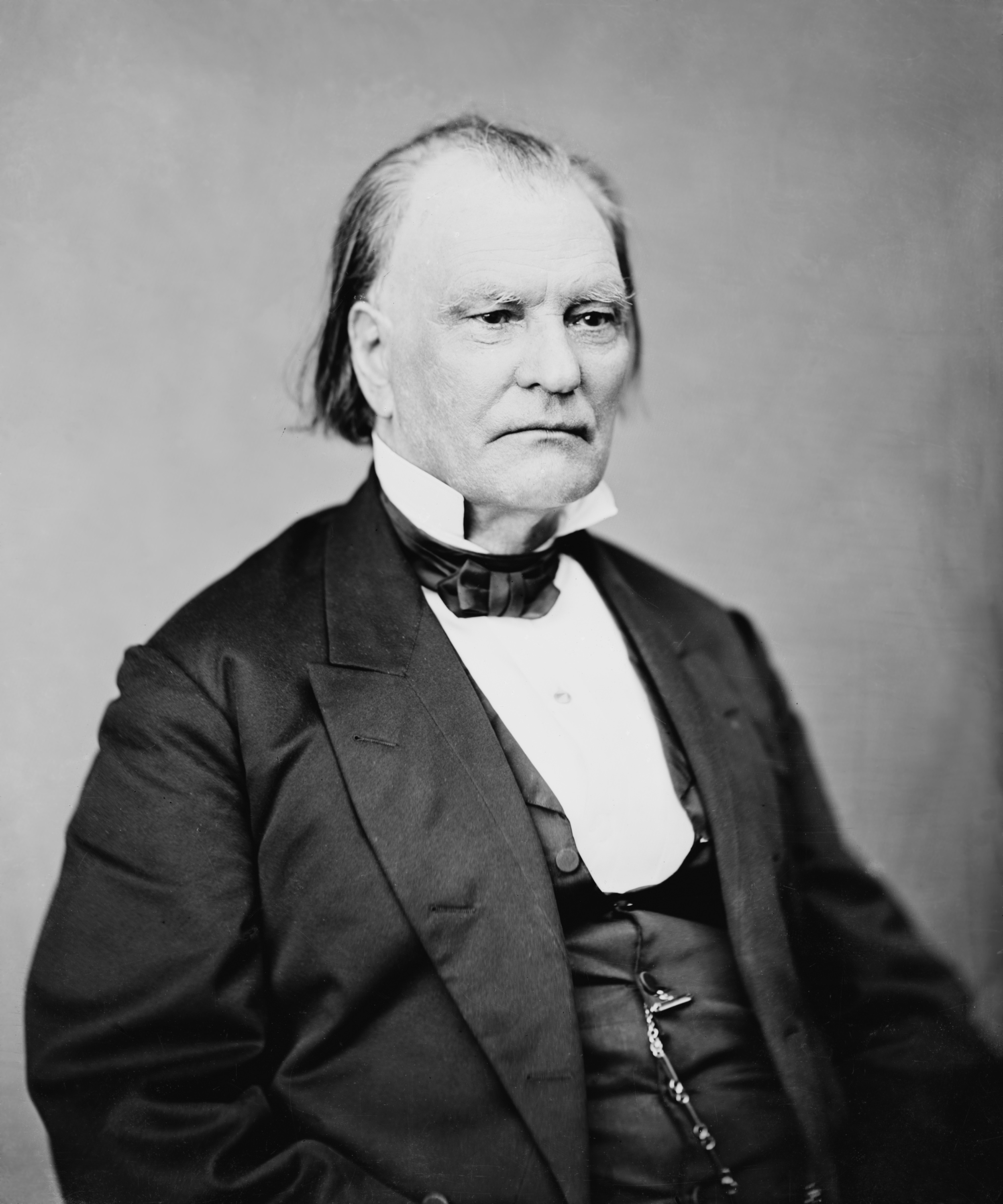
老年のウェイド

1865年5月にエイブラハム・リンカーン大統領が暗殺された後、副大統領のアンドリュー・ジョンソンが大統領に就任した。ウェイドは他の急進派共和党員と共にジョンソンを厳しく批判した。解放奴隷局や公民権法案を支持し、公民権はコロンビア特別区に拡大することに成功した。アメリカ合衆国憲法修正第14条（公民権の保証）成立を強く推進した。ネブラスカ州とカンザス州の連邦加盟を強く推進することで議会における共和党の力を高めた。こうした行動で第40期（1867年）アメリカ合衆国議会の初めには著名な人物となっており、上院議長代行に就任した。この地位にあることは、大統領不在の場合に当時の法で承継順位の第1位にあることを意味していた。副大統領から昇格したジョンソンは承継順位第1位となる副大統領がいなかった。
共和党が支配していた議会で、多くの脱落者が出たものの、司法委員会でジョンソン大統領の弾劾実施を票決した。ジョンソンは民主党員だった。ジョンソン大統領が弾劾裁判に掛けられると、ウェイドは判事に就任する上院議員の一人となったが、裁判の結果について不適切な興味を抱いていたので、強く批判された。上院議員の大半はジョンソンが告発状に対して有罪と考えていたが、過激派のウェイドが大統領代行になることを望んでいなかった。ある新聞は「ベン・ウェイドがジョンソンの後継者であることで有罪なので、アンドリュー・ジョンソンは無罪である」と記していた。
レコンストラクション時代に南部からアメリカ合衆国議会議員に選出された22人のアフリカ系アメリカ人の1人、ジョン・ロイ・リンチ（ミシシッピ州、共和党、在任1783年-1877年、1882年-1883年）は、その著作『レコンストラクションに関する事実』の中で次のように記していた。
1868年、当時大統領候補だったユリシーズ・グラントは仲間の共和党員からウェイドを副大統領候補に選ぶよう推薦された。しかしグラントはこれを拒み、その代わりに別の急進派であるスカイラー・コルファクスを選んだ。コルファクスは当時ウェイドの姪であるエレン・マリア・ウェイドと選挙直後に結婚することになっていた。ウェイドは1868年の候補者選びに敗れた後、オハイオ州に戻って法律実務を再開した。政界に戻ることは無かったが、法律と政治の世界に対する貢献を続けた。ノーザン・パシフィック鉄道の代理人となり、党での活動を継続し、1871年にはドミニカ共和国を買収する可能性を調査する委員会委員になり、1876年にはラザフォード・ヘイズを選んだ大統領選挙人になった。ウェイドは1878年3月2日、オハイオ州ジェファーソンで死去した。

## 大衆文化の中で
1961年5月15日、NBCテレビの17回にわたった番組『アメリカ人』の最終回は、南北戦争で如何に家族が別れ別れになったかを扱い、その中で俳優ロバート・ミドルトンがウェイド上院議員の役を演じた。